# Nobeoka (geslacht)
Nobeoka is een geslacht van hooiwagens uit de familie Epedanidae.
De wetenschappelijke naam Nobeoka is voor het eerst geldig gepubliceerd door Roewer in 1938. 

## Soorten
Nobeoka is monotypisch en omvat slechts de volgende soort:
- Nobeoka laevis